# Сенниця-Надольна
Сенниця-Надольна (пол. Siennica Nadolna) — село в Польщі, у гміні Красностав Красноставського повіту Люблінського воєводства.
Населення — 1763 особи (2011).
У 1975-1998 роках село належало до Холмського воєводства.

## Демографія
Демографічна структура станом на 31 березня 2011 року:
|          | Загалом | Допрацездатний вік | Працездатний вік | Постпрацездатний вік |
| -------- | ------- | ------------------ | ---------------- | -------------------- |
| Чоловіки | 867     | 147                | 660              | 60                   |
| Жінки    | 896     | 148                | 605              | 143                  |
| Разом    | 1763    | 295                | 1265             | 203                  |